# NGC 613
NGC 613 (другие обозначения — ESO 413-11, MCG -5-4-44, VV 824, AM 0132-294, IRAS01319-2940, PGC 5849) — спиральная галактика в созвездии Скульптор.
Этот объект входит в число перечисленных в оригинальной редакции «Нового общего каталога».
В ядре галактики было обнаружено звёздное излучение, которое испускается двумя звёздами, которые разделены потоком пыли. Также в ядерной области найдены 10 областей H II, 8 из которых находятся в «кольце звёздообразования». Оно испускает рентгеновское излучение, которое, вероятно, связано с остатками сверхновых.

## Интересные факты
- В сентябре 2016 года астрономом-любителем из Аргентины во время фотосъёмки галактики NGC 613 было впервые в истории зафиксировано рождение сверхновой[4].